# 괴기 서커스 살인

## 줄거리
미스터리 연구회 수련회 장소 답사를 위해 이사무 경위 부부, 후미와 아카네 섬을 찾은 김전일. 바다와 야자나무가 있는 아름다운 여름경치에 감탄하던 김전일은 휴식과 연습을 위해 한적한 아카네 섬을 찾은 서커스단의 단원들과 만난다. 괴기 서커스단은 단원들이 괴물분장을 하고 연기하는 서커스 단이었는데, 이들과 만난 첫날 텐트가 어지럽혀지고 Monster is Back이라는 글자가 발견되는 일이 일어난다. 다음날 아침에는 기름창고에서 드럼통에 깔린 삐에로 에드 클로버의 불에 탄 시체가 발견된다. 비바람이 몰아쳐 섬에 갇힌 김전일과 이사무 경위는 사건을 조사하지만, 거꾸로 매달린 샘의 시체와 횃불을 든 몬스터가 방에서 발견되는 일까지 일어난다.

## 등장인물
- 김전일: 미스터리 연구회 수련회 장소 답사를 위해 아카네 섬을 찾았다가 연쇄살인사건을 해결한다.
- 미유키:김전일의 고등학교 친구. 김전일과 아카네 섬을 찾는다. 김전일의 사건조사를 돕는다.
- 후미:김전일의 사촌동생. 아카네 섬에 머물며 영어 연극을 준비한다.
- 오구라 노에루, 켄토 남매:괴기 서커스 단원. 나이는 어려도 어릴적부터 공중곡예를 훈련받은 전문가들이다. 누나 오구라는 14세. 켄토는 12세이다. 모친은 추락사고로, 부친은 은행강도 출신 단원들이 쇼에 사용하는 기름을 위험한 석유로 바꾸어 발생한 화재로 죽었다.
- 아네트 네고로:괴기서커스 단장. 오구라 남매의 모친과 친구였다. 추락사고로 모친이 죽은 일때문에 죄의식을 갖고 있었다.
- 이누가미 타쿠로:늑대인간 역의 단원.
- 쿠로키다 베니코: 여자 흡혈귀 역의 단원.
- 에비사와 유미토:스네이크맨 역의 단원.
- 이사카와 : 거인. 몬스터 역의 단원이었으며 실종되었다. 은행강도 출신 단원들의 단장살해를 목격한 유력한 증인이다.
- 샘, 에드 클로버, 존: 은행강도 출신의 단원들. 샘과 클로버는 살해되고, 존은 정체가 발각되어 켄모치 이사무 경부에게 검거되었다.
- 야기누마 준조: 레드 선 리조트 사장. 도쿄에서 호텔요리사로 노동하여 요리를 맛있게 한다.
- 켄모치 이사무 경부, 카즈에 부부: 이들에게 아카네 섬은 추억의 섬이다. 건달들이 리조트에서 비정규직 노동자로 살던 카즈에를 못살게 굴었는데, 켄모치 이사무 경부가 건달들을 혼내준 일을 계기로 연애를 시작한 것이다.